# Dactylochelifer gobiensis
Dactylochelifer gobiensis är en spindeldjursart som beskrevs av Beier 1969. Dactylochelifer gobiensis ingår i släktet Dactylochelifer och familjen tvåögonklokrypare.

## Underarter
Arten delas in i följande underarter:
- D. g. gobiensis
- D. g. major